# Idiops sertania
Espèce
Idiops sertania est une espèce d'araignées mygalomorphes de la famille des Idiopidae.

## Distribution
Cette espèce est endémique du Brésil. Elle se rencontre au Minas Gerais, au Bahia, au Ceará, au Piauí, au Goiás, au Mato Grosso do Sul, au Mato Grosso et en Amazonas.

## Description
Le mâle holotype mesure 15,6 mm.

## Étymologie
Son nom d'espèce lui a été donné en référence au lieu de sa découverte, le Sertão.

## Publication originale
- Fonseca-Ferreira, Guadanucci, Yamamoto & Brescovit, 2021 : « Taxonomic revision of the Neotropical spiders of the genus Idiops Perty, 1833 (Araneae, Idiopidae), with description of four new species. » European Journal of Taxonomy, no 780, p. 1-71 (texte intégral).